# تشارلز سيمونس
تشارلز سيمونس (27 سبتمبر 1906 - 5 أغسطس 1979) لاعب كرة قدم بلجيكي راحل كان يجيد اللعب في خط الوسط.
لعب طوال مسيرته الرياضية في نادي رويال أنتويرب (1923-1933).
مثل منتخب بلجيكا في 10 مباريات. شارك مع منتخب بلجيكا في بطولة كأس العالم 1934 في إيطاليا حيث خرج من الدور الثمن النهائي.

## وصلات خارجية
- تشارلز سيمونس على موقع الاتحاد الدولي (مؤرشف)  (الإنجليزية)
- تشارلز سيمونس على موقع الاتحاد البلجيكي (الإنجليزية)
- تشارلز سيمونس على موقع قاعدة بيانات كرة القدم.إي يو (الإنجليزية)
- تشارلز سيمونس على موقع ناشيونال فوتبول تيمز (الإنجليزية)
- تشارلز سيمونس على موقع Soccerway.com (الإنجليزية)
- تشارلز سيمونس على موقع عالم كرة القدم.نت (الإنجليزية)

- سيرة ذاتية